# Duarte Costa (político)
Duarte Filipe Pires do Rosário Costa (Lisboa, 22 de junho de 1988) é um político português, copresidente do partido Volt Portugal e especialista em alterações climáticas. Foi cabeça-de-lista do Volt por Portugal às eleições europeias de 2024, nomeado juntamente com Rhia Lopes.

## Biografia
Duarte Costa nasceu em Lisboa, em 22 de junho de 1988. Estudou geografia na Universidade de Lisboa e formou-se na Universidade de Sussex com mestrado em Mudanças Climáticas e Política. Trabalha como especialista em alterações climáticas.
Juntou-se ao Volt, em 2021, por acreditar que as soluções para problemas como as alterações climáticas, a crise migratória, o combate aos radicalismos e a construção uma sociedade próspera devem ser partilhadas entre os europeus, acrescentando que o pan-europeísmo é o caminho que a Europa precisa.
Foi cabeça-de-lista pelo círculo eleitoral da Europa nas eleições legislativas de 2022. Em junho de 2022, foi eleito, juntamente com Ana Carvalho, copresidente do Volt Portugal.
Foi nomeado cabeça-de-lista, juntamente com Rhia Lopes, para as eleições europeias de 2024.

## Posições políticas

### Proteção climática
Duarte Costa defende várias políticas de proteção climática, relacionando-se com o seu trabalho como especialista na área, quer através da redução do consumo de combustíveis fósseis, como através de políticas de reforma energética e de mobilidade. É também embaixador do Pacto Europeu para o Clima.
Apela a medidas mais ambiciosas por parte da União Europeia, para cumprir os requisitos do relatório do IPCC para a ação climática, defendendo que a UE deve adiantar o objetivo a neutralidade carbónica de 2050 para 2040, e que até 2030 deve ser atingida uma redução de 80% das emissões de dióxido de carbono, em vez dos previstos 55%. Defende que o ordenamento do território e planeamento urbano devem ser adaptados para mitigar as ondas de calor e incêndios florestais induzidos pelas alterações climáticas. Defende ainda que o combate às alterações climáticas deve passar em grande parte pelo aumento da eficiência energética, tendo também a mais-valia de melhor a qualidade de vida da população.
Juntamente com Rhia Lopes, Duarte Costa defende a importância da União Europeia assumir um papel de liderança, tanto dentro como fora da União, no combate às alterações climáticas.

### Mobilidade
Num artigo de opinião de 2022, Duarte Costa defendeu que a deslocação através de transportes públicos, em bicicleta ou pedonais reduzem a dependência em importações de combustível que muitas vezes apoiam as economias de estados corruptos e autoritários, dando como exemplo a invasão da Ucrânia pela Rússia como consequência, contribuem para a redução das emissões de carbono e reduzem a poluição urbana responsável por milhares de mortes permaturas em Portugal. Defendeu que a subsidiação estatal ao custo aos combustíveis fósseis era melhor aplicada na expansão de uma rede de mobilidade neutra em carbono capaz de libertar os portugueses da dependência em combustíveis fósseis.
Defende que o planeamento urbano deve ser pensado de forma a estabelecer ligações aos transportes públicos e a estimular o aumento da oferta de habitação. A conectividade urbana, por sua vez, deve ser reformulada de forma a potenciar as deslocação por transportes públicos, ciclável ou pedonais.

### Inclusão social
Duarte Costa tem-se pronunciado repetidamente contra o racismo, homofobia, misoginia e transfobia. Defende, juntamente com Ana Carvalho, copresidente do Volt Portugal, que estes devem ser combatidos democraticamente. O liberalismo social, sobre ataque pelo ultraconservadorismo, deve ser eficazmente reinforçado através de políticas informadas pela ciência, sendo estas uma das motivações para fundarem o partido.
Assume-se como gay e católico, defendendo que não existe contradição entre as duas identificações e saudando a existência de grupos cristãos LGBT como forma a combater o estigma associado às mesmas.
Propõe capacitar a União Europeia para apoiar diretamente os atores locais que trabalham a inclusão de minorias étnicas e sexuais, combatendo ao mesmo tempo os populismos e discursos de ódio, tendo a proposta sido já aprovada no programa do Volt Europa.

### Reforma europeia
Duarte Costa defende a política do Volt de introduzir listas transnacionais nas eleições europeias, de forma aprofundar a democracia europeia e aproximar os cidadãos da União Europeia, criticando o parecer negativo da Assembleia da República à decisão do Parlamento Europeu sobre o assunto.
De forma a tornar a UE mais capaz de agir, pronunciou-se a favor da política do Volt de abolir o direito de veto no Conselho Europeu, propondo em vez disso, a tomada de decisões por maioria qualificada, defendendo também que a União Europeia deve-se tornar numa democracia parlamentar com a Comissão Europeia a ser substituída por um verdadeiro governo eleito pelo Parlamento Europeu.
Defende um reforço dos poderes europeus na questão da habitação para que a União seja capaz de melhor apoiar municípios e cooperativas, assim como reforçar o parque público de habitação, em países mais afetados pela crise habitacional, como Portugal, Espanha, França e Itália. Aliado a isto, defende ainda o reforço da capacidade de intervenção da Comissão Europeia na questão dos salários uma vez que esta é também uma das causas da crise habitacional.